# Georg Podiebrad
Georg Podiebrad (tjeckiska: Jiří z Poděbrad (fil)), född 1420, död 1471, kung av Böhmen 1458-1471. Tjeckiens enda husitiska kung. Han var morfar till Georg, hertig av Sachsen.
Georg Podiebrad, som härstammade från en gammal böhmisk adelssläkt, anslöt sig tidigt till det utrakvistiska partiet och blev på 1440-talet dess ledare. År 1448 ingrep han i en religionsstrid till husiternas förmån, besegrade 1450 sina motståndare och blev Böhmens regent. Georg Podiebrad valdes 1452 till gubernator, styrde landet med klokhet och kraft, och lyckades genom att förvärva viktiga förbindelser i Böhmen, Ungern och i kurian bli vald till kung 1458. 
Podiebrads välde vilade dock på lös grund och stödde sig både på  förpliktelser till Böhmens husitiska befolkning och till kurian, förpliktelser som var omöjliga att förena. År 1461 tvingades Podiebrad av folkstämningen att helt bryta med Rom. Följden blev diplomatisk isolering, som grannarna den tyske kejsaren, Sachsen och Ungern utnyttjade till sin fördel. Upprepade krig, det svåraste mot Mattias I Corvinus hotade Podiebrad med fullständig undergång. 
Under sitt livs sista år lyckade han dock trygga sin ställning genom ett förbund med Polen och Sachsen.

## Galleri

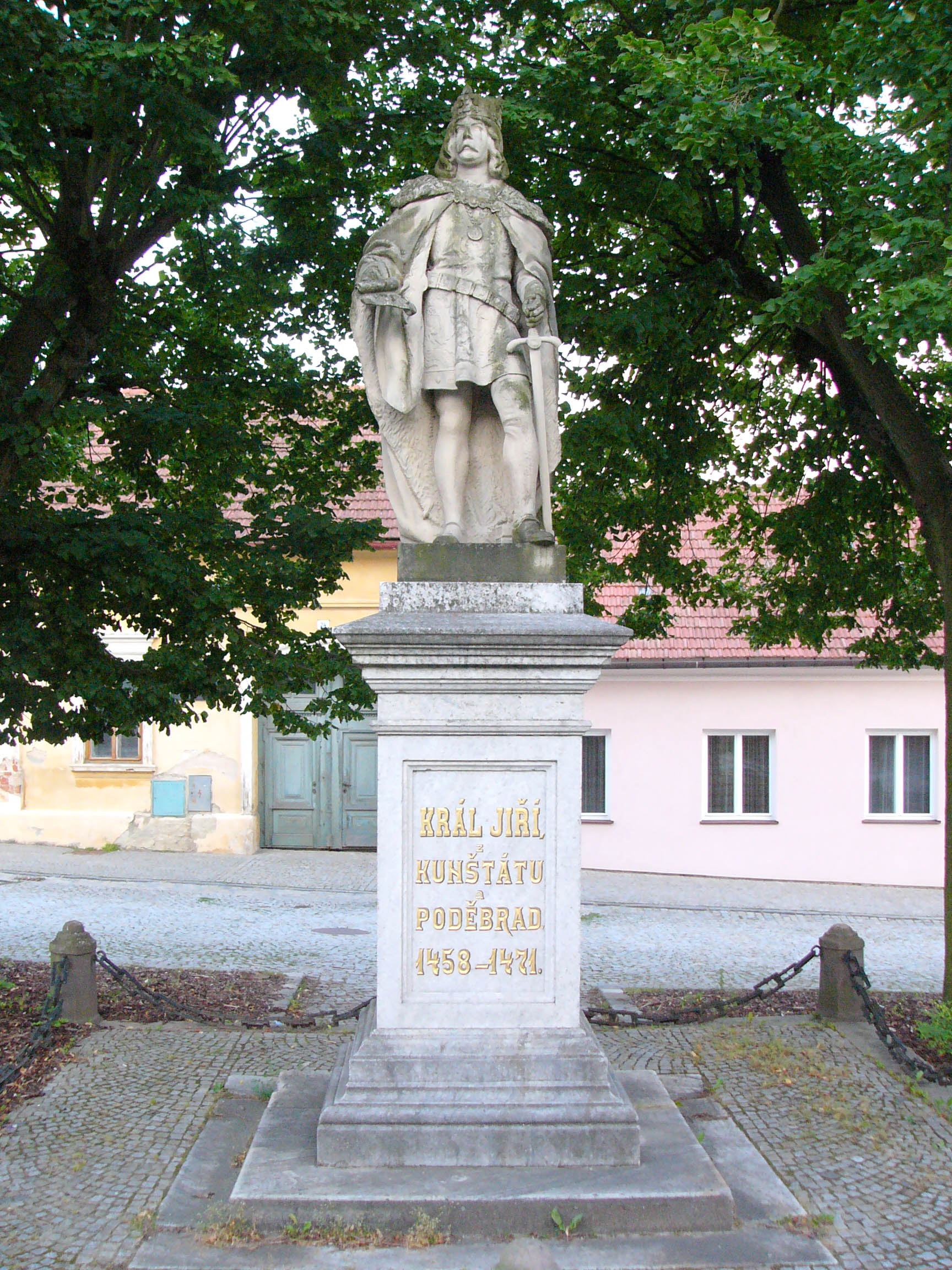
Georg Podiebrad